# Lorenz Frølich

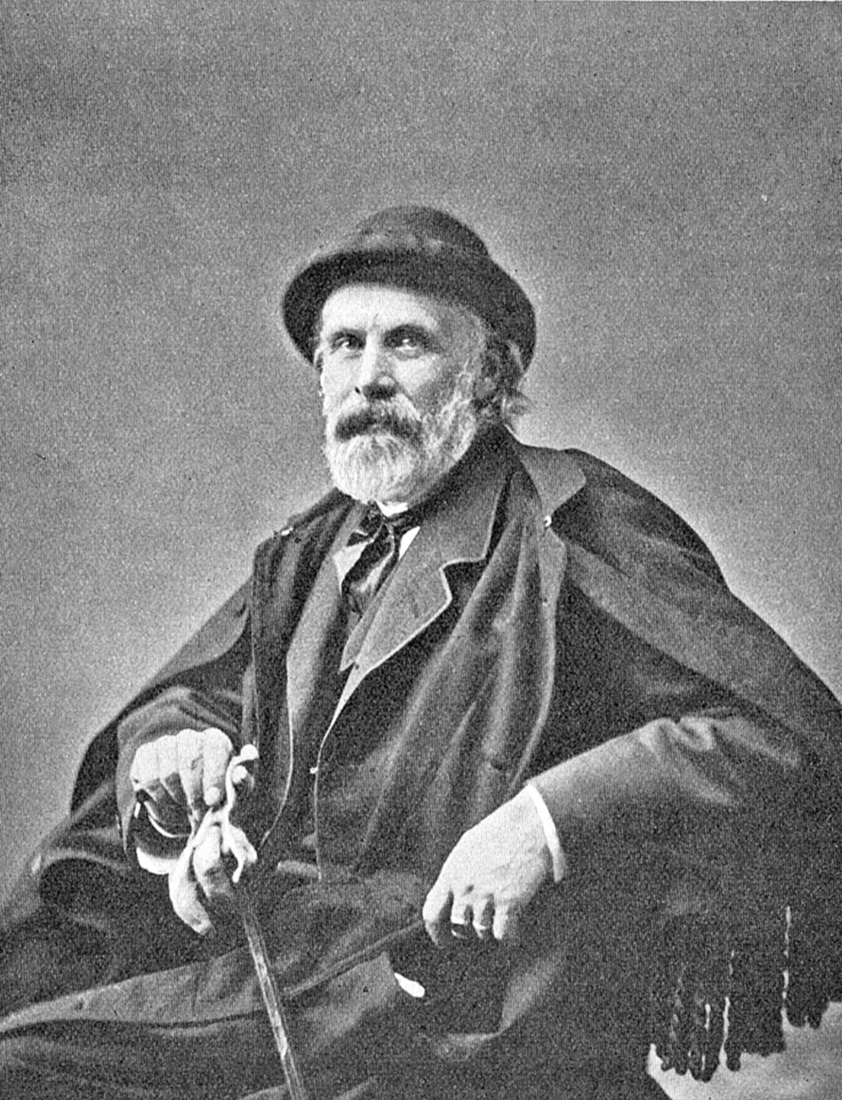
Lorenz Frølich.

Lorenz Frølich, född den 25 oktober 1820 i Hellerup, död den 25 oktober 1908 i Köpenhamn, var en dansk konstnär.

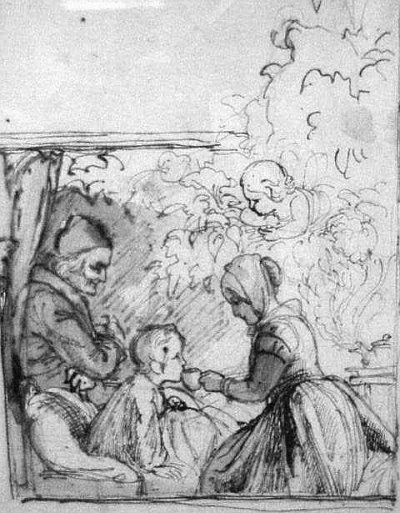
Teckning av Lorenz Frølich.

Frølich utbildade sig under Martinus Rørbye och Christoffer Wilhelm Eckersberg. År 1840 reste han hemifrån och var under 33 år mestadels bosatt utomlands. Först vistades han i München och Dresden, tog intryck av de romantiske målarna och tecknarna: Joseph von Führich, Ludwig Richter, Eduard Bendemann. Så vistades han i Italien 1846-1851 och uppehöll sig sedan i 22 år huvudsakligen i Paris. I sina yngre år uppträdde han som djurmålare, redan hans första försök väckte stor uppmärksamhet. I utlandet ägnade han sig åt historiemåleriet, och 1856-1858, då han vistades i hemlandet, utförde han två stora bilder i överappellationsrättens sal i Flensburg: Valdemar II stadfäster jylländska lagen och Fredrik IV mottager slesvigarnas hyllning. År 1858 fullbordade han även två kartonger till börssalen i Köpenhamn - han fick inte utföra dem i målning.
Sitt största rykte vann dock Frølich som tecknare, illustratör och etsare. Han har raderat en mängd större och mindre blad, av vilka må nämnas Amor- och Psyche-sviten, De två kyrktornen, Drottning Dagmars visa, tecknade bilder till Hero och Leander, Skämtet i Utgård, till bibeln och till Fabricius’ Danmarks historia. I Paris tecknade Frølich, för skärning i trä, ett par tusen bilder ur barnlivet, vilka utgavs i Danmark, Frankrike och England samt vunnit storartad framgång. Sedan 1873 var Frølich bosatt i Danmark. Där utförde han 1882 i Frederiksborgs slott takmålningen Gefion plöjer Själland ut ur Sverige och sedermera frisen Danskarnas vikingatåg.
Till Köpenhamns rådhus utförde han kompositionen Ägirs döttrar, i porslinsmålning uppsatt i vestibulen, och gjorde ritningar till gobelänger för rådhussalen. Mest har han dock varit upptagen av teckning och radering. Han avslutade 1883 det stora verket "Nordens gudar" (30 raderingar), lämnade teckningar till den äldre Eddans gudasånger, till Aage och Elsa, till fem av Ovidius’ metamorfoser och till böcker och tidskrifter. Hans välkända illustrationer till en del av Andersens sagor tillhör hans tid i Paris. Frølich målade även porträtt, genrer ur vardagslivet (till exempel: Dagen efter den lilles födelse) och från gångna tider (Holberg bevistar en teaterrepetition), fantasier som Backantisk dans och Satyrfamilj, även på gamla dagar en altartavla, Herdarnas tillbedjan (i Hellerups kyrka).
Frølich blev medlem av danska konstakademien 1877 och professor 1890, fick många andra utmärkelser och var en av de mest populära bland danska konstnärer. Till hans 80-årsdag 1900 utkom en av Pietro Krohn utarbetad Fortegnelse over Frølichs Illustrationer og Raderinger. Frølich är representerad vid bland annat Nationalmuseum i Stockholm.

## Utmärkelser
- Riddare av Dannebrogorden,  1857
- Dannebrogsmännens hederstecken,  1898
- Kommendör av Dannebrogorden,  1901

[Redigera Wikidata]